# José Carlos Silva Barros
José Carlos Barros (Boticas, 1963) é um escritor português.

## Biografia
Licenciou-se em Arquitectura Paisagista pela Universidade de Évora e vive em Vila Nova de Cacela.
É autor dos livros de poesia Uma Abstracção Inútil, Todos os Náufragos, Teoria do Esquecimento, Pequenas Depressões (com Otília Monteiro Fernandes), As Leis do Povoamento (editado também em castelhano). Com Sete Epígonos de Tebas venceu o Prémio Nacional de Poesia Sebastião da Gama 2009. Em 2003 estreou-se na prosa com O Dia em Que o Mar Desapareceu. 
Venceu vários prémios literários (com destaque para o Prémio Nacional de Poesia Sebastião da Gama, que lhe foi atribuído duas vezes) e os seus textos poéticos estão publicados em vários países.
O Prazer e o Tédio foi o seu primeiro romance, seguido de Um Amigo Para o Inverno.